# Francisco Caamaño
Francisco Alberto Caamaño Deñó (Hospital Padre Billini, Distrito Nacional; 11 de junio de 1932-Paraje Nizaíto, San José de Ocoa; 16 de febrero de 1973) fue un militar dominicano que ocupó la presidencia constitucional de la República Dominicana durante la Guerra de abril de 1965.

## Vida previa a la Revolución
Fue hijo del general Fausto Caamaño Medina, fallecido en 1986. Su padre era un prominente militar durante la dictadura de Rafael Leónidas Trujillo, y llegó a recibir las más altas condecoraciones del régimen, ostentando, incluso, el cargo de Secretario de Estado de las Fuerzas Armadas (Ministro de Defensa) desde 1952 a 1955. La familia de su padre es originaria de San Juan de la Maguana, lo que revela que en su árbol genealógico constan otras personalidades militares como Pedro Plutarco Caamaño Medina (1889-1893) su tío, conocido por su enorme descendencia, y otros como Jorge Casimiro Fernández Medina, que fue un destacado teniente coronel del Ejército dominicano. Gracias a la influencia de su acentuada parentela militar, Francisco Alberto se destacó en una eficiente y esmerada vocación de servicio a las instituciones castrenses de su patria, ingresando muy joven a la Marina de Guerra Dominicana, donde se graduó de alférez y avanzó rápido en el escalafón militar. Durante los últimos años de la Era de Trujillo, Caamaño comandó el Cuerpo de Cascos Blancos de la Policía Nacional.
Caamaño, era primo segundo de los hermanos Danilo y Lucía Medina; el primero se convertiría décadas más tarde en presidente de la República Dominicana y la segunda en presidenta de la Cámara de Diputados del país caribeño.

## Papel en la Guerra de abril de 1965
Al estallar la Revolución del 24 de Abril, Caamaño encabezó el movimiento creado por el Coronel Fernández Domínguez, quien se encontraba en Puerto Rico con impedimento de entrada al país; inspirado en devolver a la nación el orden constitucional violado en 1963, primero frente a los militares golpistas y luego frente a la invasión norteamericana, convirtiéndose en el líder indiscutible de la guerra de Abril.
Ante la inminente invasión estadounidense con el pretexto de proteger vidas y bienes de ciudadanos estadounidenses, y la llegada de la 82 división aerotransportada de la Armada de los Estados Unidos, con 42.000 marines, Caamaño participa en una reunión en la embajada estadounidense en Santo Domingo, donde el embajador le dice a Caamaño que no está en calidad de negociar, sino de rendirse, éste a su vez le contesta de la siguiente manera: "Pues permítame decirle que no nos rendiremos y que lucharemos hasta el final".
A raíz de estos acontecimientos el 3 de mayo de 1965, contando Caamaño con 32 años de edad, el Congreso Nacional lo elige y designa Presidente Constitucional de la República Dominicana, tomando posesión de la presidencia el día 4 de mayo, en el Parque Independencia. El Coronel Fernández Domínguez regresa clandestinamente incorporándose a la lucha, cayendo en combate en la toma al Palacio Presidencial el 19 de mayo. Caamaño ocupó la posición de la Presidencia Constitucional hasta el 3 de septiembre de ese mismo año, cuando presenta su renuncia en un acto masivo en la Fortaleza Ozama, tras la firma del Acta de Reconciliación Dominicana (Acto Institucional). 

## Presidencia constitucional
El Congreso Nacional elegido el 20 de diciembre de 1962, considerando una propuesta de Juan Bosch, lo eligió Presidente Constitucional de la República, con 49 votos a favor, 7 en contra y 2 nulos, tomando posesión de la presidencia el día 4 de mayo, tenía 32 años de edad; Caamaño ocupó la posición de Presidente Constitucional hasta el 3 de septiembre de 1965. Durante el Gobierno del Coronel Francisco Alberto Caamaño Deñó, se emitieron 4 gacetas oficiales, con 62 Decretos y 14 leyes. Entre ellas la nº11 que convierte la antigua Fortaleza Ozama en lugar público con el nombre de Plaza de la Constitución, y la nº14 que denomina, Avenida “24 de Abril” a la Avenida “George Washington”, contenidas dentro de la Gaceta Oficial n.º 4.
Durante su Gobierno recibe cartas y comunicaciones internacionales de felicitación y reconocimiento como Presidente de la República Dominicana y por su actitud ante la intervención militar de Estados Unidos, donde demostró ser un hombre de valor, heroísmo, patriotismo, principios inquebrantables, y decidido a defender su Patria por encima de todo.

## Vida tras la Revolución de Abril
Luego de las negociaciones del cese al fuego, Caamaño deja el poder en manos de Héctor García Godoy, quien prepararía la transición a la democracia. En 1966 el doctor Joaquín Balaguer gana las elecciones generales.
No obstante, luego de establecido el gobierno provisional presidido por García Godoy, un sorpresivo y masivo ataque fue realizado por las Fuerzas Armadas con la intención de asesinar a Caamaño y la principal dirigencia de los militares constitucionalistas. Esta agresión tuvo lugar el 19 de diciembre de 1965 en el Hotel Matum de la ciudad de Santiago de los Caballeros. Fue planeado por los militares al servicio de los invasores como un paseo por el parque, dadas las superioridades en armamento y en cantidad de tropas. Sin embargo, al igual que en el combate del puente Duarte el 27 de abril de 1965, este intento resultó ser otra gran derrota para los agresores. Las bajas sufridas por las tropas atacantes compuesta por los miembros de la Fuerza Aérea y del Ejército Nacional fueron treinta veces mayor que la de los constitucionalistas.
Tan pronto como el 19 de diciembre de 1965 se difundió por todo el país el descomunal ataque de las Fuerzas Armadas contra el Hotel Matum, el cual trataba de eliminar físicamente al líder constitucionalista, la población de Santo Domingo se lanzó a las calles a movilizarse a favor del Coronel Caamaño y sus compañeros. 
Luego de la impactante derrota sufrida el 19 de diciembre, el General Francisco Rivera Caminero impartiría las instrucciones para poner en marcha un plan de exterminio de los constitucionalistas. La maquinación fue designada con el sobrenombre de Operación Honor.
Posteriormente a estos hechos y luego de prolongadas conversaciones entre el presidente provisional y los jefes constitucionalistas, acordaron que los oficiales patriotas fueran saliendo gradualmente del país, a partir del martes 11 de enero de 1966, como aporte a la solución de la crisis. Entre los condenados estaba Caamaño, que eligió el Reino Unido como país de exilio. Por cuestiones de seguridad, los planes de salida se adelantaron para el sábado 22 de enero de 1966, debido a la desconfianza hacia los altos mandos militares.
Caamaño dirigió una conferencia de prensa antes de despedirse del presidente provisional Héctor García Godoy. El Coronel de Abril declaró: 
No consideraré libre a la República Dominicana mientras en el país permanezcan las tropas extranjeras invasoras. Me voy del país para cumplir como militar lo que sostuve como mandatario. No podemos menos que acatar las disposiciones del Presidente de la República.
Los jefes constitucionalistas llegaron a un lugar apartado de la pista de vuelo del aeropuerto de Cabo Caucedo (hoy conocido como Aeropuerto Internacional Las Américas - Dr. José Francisco Peña Gómez AILA), custodiados por nueve helicópteros de EE. UU., donde se adoptaron estrictas medidas de seguridad por paracaidistas estadounidenses en todo el sector aledaño al aeropuerto, donde luego Caamaño llegaría a su destino, la capital británica, el domingo 23 de enero de 1966.
En Londres, Caamaño decide volver a la República Dominicana y derrocar al gobierno de Balaguer; para ello se trasladó a Cuba, en donde comienza a reclutar a los hombres que lo acompañarían en su proyecto guerrillero. A pesar de las numerosas deserciones, logra mantener a ocho aguerridos hombres dispuestos a jugarse la vida para derrocar a Balaguer.

## Desembarco en Playa Caracoles y muerte
El 3 de febrero de 1973, nueve hombres desembarcaron en la Playa Caracoles en grupos de tres en tres, dos y uno al sur del país, con la intención de iniciar un frente guerrillero contra el gobierno del entonces presidente, Joaquín Balaguer, al frente del grupo estaba el coronel Francisco Alberto Caamaño Deñó, algo que se le criticó, puesto que había luchado anteriormente en contra de un golpe de Estado, y ahora él mismo participaba en uno. Sobre esto, Balaguer hablando por una cadena de radio y televisión afirmó:

Hace apenas algunas horas regresé de la zona del municipio de San José de Ocoa donde actualmente se desarrollan algunas acciones subversivas, que realiza el grupo de guerrilleros…inspeccioné personalmente en compañía del secretario de Estado de las Fuerzas Armadas y el Jefe de Estado Mayor del Ejército, el sitio en que se produjo el primer choque sangriento entre una patrulla militar y el grupo de guerrilleros que desembarcó en la Playa Caracoles.

Trece días después del desembarco, el 16 de febrero las Fuerzas Armadas anunciaron la muerte de Caamaño junto a dos de sus compañeros en el paraje Nizaíto, sección la Horma de San José de Ocoa. El contralmirante Ramón Emilio Jiménez (hijo), Secretario de Estado de las Fuerzas Armadas, el mayor general Enrique Pérez y Pérez y el brigadier Juan René Beauchamps Javier, mostraron el cadáver de Caamaño a un reducido grupo de periodistas que fue trasladado en helicóptero hasta el lugar donde se encontraba el cuerpo sin vida, y los de sus compañeros Heberto Lalane José y Alfredo Pérez Vargas, aunque las FFAA informaron que Caamaño había muerto en combate. Testimonios posteriores afirmaron que Caamaño, luego de ser capturado y herido por tropas del Ejército Nacional que lo perseguían, fue fusilado, descuartizado y quemados sus restos.
Informado el presidente Balaguer de su captura, le expresó al general Ramón Emilio Jiménez (hijo), entonces Secretario de Estado de las Fuerzas Armadas, que “en el país no había cárceles para un hombre como el coronel Caamaño”. El general Ramiro Matos Gonzáles consintió el fusilamiento.
Además de los dos combatientes caídos junto a él, acompañaron al comandante en su proyecto guerrillero:
- Ramón Euclides Holguín Marte (Braulio),
- Hamlet Hermann Pérez (Freddy)
- Mario Nelson Galán Durán (Juan)
- Claudio Caamaño Grullón (Sergio)
- Juan Ramón Payero Ulloa (Ismael)
- Toribio Peña Jáquez (Felipe)

Para finales de marzo las Fuerzas Armadas anunciaron la eliminación del foco guerrillero quedando como únicos sobrevivientes: Hamlet Hermann Pérez, Claudio Caamaño Grullón y Toribio Peña Jáquez, los cuales tiempo después salieron al exilio.

## Honores finales
El 24 de abril de 2013 fue trasladado al Panteón de la Patria, mediante un cenotafio (una tumba vacía) en reconocimiento a sus méritos alcanzados durante la Gesta de abril de 1965. Los supuestos restos del coronel Caamaño fueron exhumados de donde reposaban desde hace 27 años, en el cementerio de la Avenida Máximo Gómez el 2 de mayo de 2013, para realizar una prueba de ADN y así confirmar que son en realidad los restos del coronel, pues siempre ha existido la duda de que esos sean los restos genuinos. 
En pruebas entregadas por el Instituto de Ciencias Forenses de la República Dominicana la comisión de especialistas concluyó que los restos analizados no guardan relación con Caamaño Deñó. Estas pruebas fueron hechas por personal calificado. Han entrado en debate porque una parte interesada en ocultar la verdad dice que sí son los restos. Aunque erróneamente un Tribunal Administrativo ordenó trasladar unos huesos que pertenecen a una mujer y dos hombres que no guardan relación con el Coronel Francisco Alberto Caamaño Deñó; esos huesos eran los que se encontraban en el Cementerio de la Máximo Gómez, donde se creía estaban los restos de Caamaño. Quedó demostrado que los huesos encontrados en la loma en el año 1987 no pertenecían a ninguno de los guerrilleros.

## Homenaje
• En el sector de Herrera, Santo Domingo Oeste,      específicamente en la  calle Respaldo 4 hay una escuela primaria que lleva por nombre Francisco Alberto Caamaño Deño.
- En la margen occidental del río Ozama, a la Avenida del Puerto se le cambió el nombre por el de Avenida "Presidente Francisco Alberto Caamaño Deñó", para honrar su memoria.

- En su homenaje, Ramón Leonardo y su grupo "Expresión Joven" interpretaron la canción "Francisco Alberto, Caramba", escrita por Francisco "Chico" Antonio Gonzalez Silverio.

- En honor a la gran lucha por la democracia, se le cambió el nombre en Puerto Plata a la avenida "Colón" por el de "Presidente Francisco A. Caamaño Deñó".

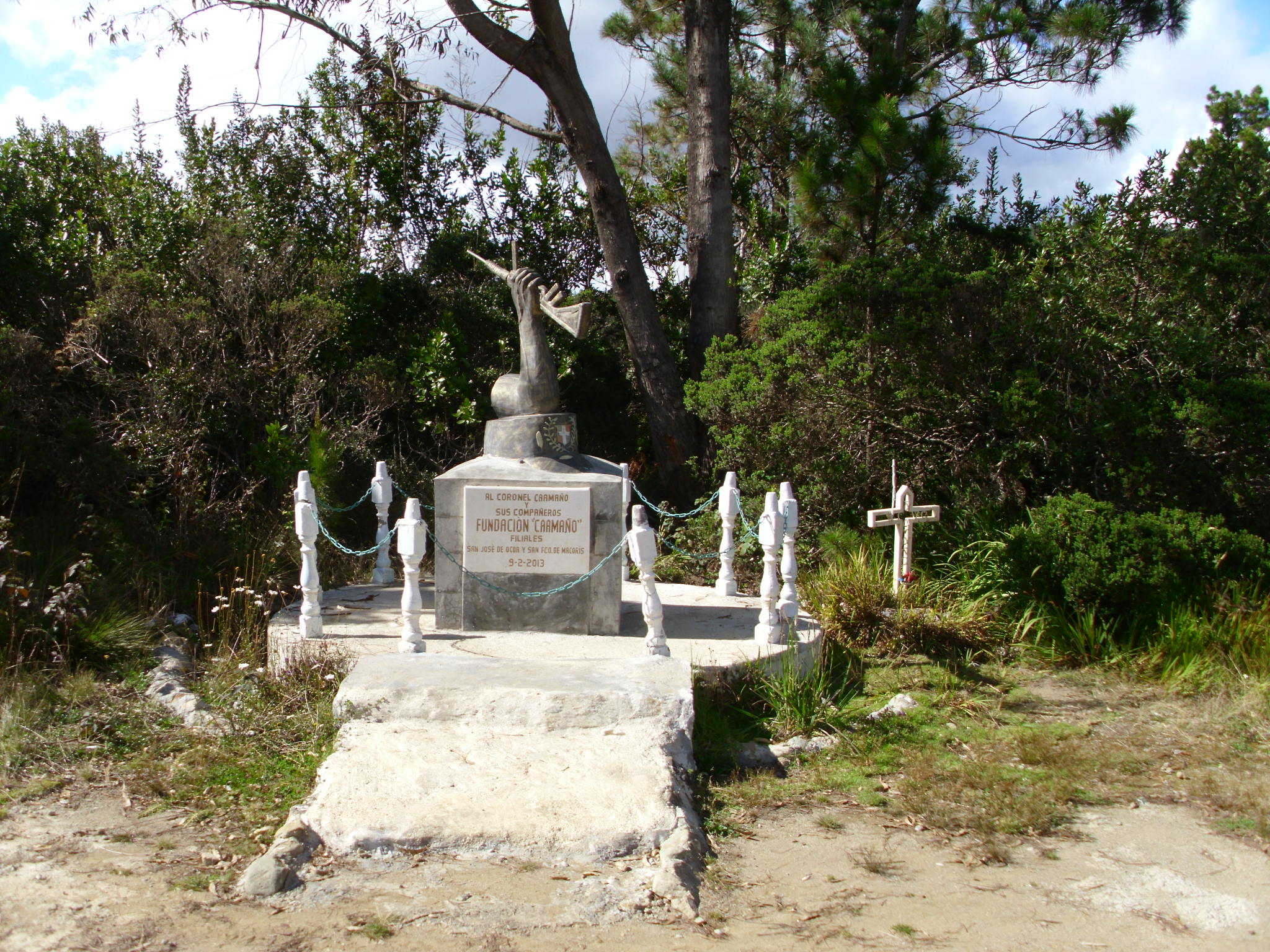
Cruz y monumento en honor a Francisco Caamaño

- En el Parque Nacional de Valle Nuevo en Constanza, existe un modesto monumento dedicado al gran héroe de la patria, Francisco Alberto Caamaño que lo hizo la filial de San Francisco de Macorís y San José de Ocoa de la Fundación Caamaño. También hay una placa que señala el lugar donde fue asesinado por órdenes del presidente Joaquín Balaguer.